# Lista planetelor minore/163801–163900
Aceasta este Lista planetelor minore/163801–163900; pentru a naviga prin lista completă vezi Lista planetelor minore.
Pentru ale detalii vezi și Proiect:Astronomie sau Portal:Astronomie.
| Nume          | Denumire provizorie | Data descoperirii  | Locul descoperirii  | Descoperitor(i) |
| ------------- | ------------------- | ------------------ | ------------------- | --------------- |
| 163801 -      | 2003 QQ73           | 26 august 2003     | Črni Vrh            | H. Mikuž⁠(d)     |
| 163802 -      | 2003 QG74           | 24 august 2003     | Socorro             | LINEAR          |
| 163803 -      | 2003 QO79           | 26 august 2003     | Socorro             | LINEAR          |
| 163804 -      | 2003 QQ88           | 25 august 2003     | Socorro             | LINEAR          |
| 163805 -      | 2003 QX92           | 27 august 2003     | Palomar             | NEAT            |
| 163806 -      | 2003 QJ94           | 28 august 2003     | Haleakala           | NEAT            |
| 163807 -      | 2003 QO100          | 28 august 2003     | Palomar             | NEAT            |
| 163808 -      | 2003 QC104          | 31 august 2003     | Haleakala           | NEAT            |
| 163809 -      | 2003 QO105          | 31 august 2003     | Haleakala           | NEAT            |
| 163810 -      | 2003 QQ109          | 31 august 2003     | Haleakala           | NEAT            |
| 163811 -      | 2003 QH114          | 21 august 2003     | Socorro             | LINEAR          |
| 163812 -      | 2003 RR1            | 2 septembrie 2003  | Reedy Creek         | J. Broughton⁠(d) |
| 163813 -      | 2003 RW1            | 2 septembrie 2003  | Socorro             | LINEAR          |
| 163814 -      | 2003 RB2            | 3 septembrie 2003  | Haleakala           | NEAT            |
| 163815 -      | 2003 RR2            | 1 septembrie 2003  | Socorro             | LINEAR          |
| 163816 -      | 2003 RD4            | 1 septembrie 2003  | Socorro             | LINEAR          |
| 163817 -      | 2003 RP5            | 3 septembrie 2003  | Socorro             | LINEAR          |
| 163818 -      | 2003 RX7            | 6 septembrie 2003  | Anderson Mesa       | LONEOS          |
| 163819 Teleki | 2003 RN8            | 7 septembrie 2003  | Piszkéstető⁠(d)      | Piszkéstető⁠(d)  |
| 163820 -      | 2003 RU9            | 7 septembrie 2003  | Socorro             | LINEAR          |
| 163821 -      | 2003 RJ18           | 13 septembrie 2003 | Anderson Mesa       | LONEOS          |
| 163822 -      | 2003 RY21           | 14 septembrie 2003 | Haleakala           | NEAT            |
| 163823 -      | 2003 RJ24           | 15 septembrie 2003 | Anderson Mesa       | LONEOS          |
| 163824 -      | 2003 SE5            | 16 septembrie 2003 | Kitt Peak           | Spacewatch      |
| 163825 -      | 2003 SH5            | 16 septembrie 2003 | Kitt Peak           | Spacewatch      |
| 163826 -      | 2003 SK6            | 16 septembrie 2003 | Haleakala           | NEAT            |
| 163827 -      | 2003 SF12           | 16 septembrie 2003 | Kitt Peak           | Spacewatch      |
| 163828 -      | 2003 SY21           | 16 septembrie 2003 | Socorro             | LINEAR          |
| 163829 -      | 2003 SZ21           | 16 septembrie 2003 | Socorro             | LINEAR          |
| 163830 -      | 2003 SB26           | 17 septembrie 2003 | Haleakala           | NEAT            |
| 163831 -      | 2003 SB27           | 18 septembrie 2003 | Socorro             | LINEAR          |
| 163832 -      | 2003 SC27           | 18 septembrie 2003 | Socorro             | LINEAR          |
| 163833 -      | 2003 SE30           | 18 septembrie 2003 | Palomar             | NEAT            |
| 163834 -      | 2003 SM36           | 17 septembrie 2003 | Kitt Peak           | Spacewatch      |
| 163835 -      | 2003 SF41           | 17 septembrie 2003 | Palomar             | NEAT            |
| 163836 -      | 2003 SG41           | 17 septembrie 2003 | Palomar             | NEAT            |
| 163837 -      | 2003 SN41           | 17 septembrie 2003 | Palomar             | NEAT            |
| 163838 -      | 2003 ST41           | 16 septembrie 2003 | Palomar             | NEAT            |
| 163839 -      | 2003 ST45           | 16 septembrie 2003 | Anderson Mesa       | LONEOS          |
| 163840 -      | 2003 SG47           | 16 septembrie 2003 | Anderson Mesa       | LONEOS          |
| 163841 -      | 2003 SL51           | 18 septembrie 2003 | Palomar             | NEAT            |
| 163842 -      | 2003 SN55           | 16 septembrie 2003 | Anderson Mesa       | LONEOS          |
| 163843 -      | 2003 SP56           | 16 septembrie 2003 | Kitt Peak           | Spacewatch      |
| 163844 -      | 2003 SW57           | 16 septembrie 2003 | Kitt Peak           | Spacewatch      |
| 163845 -      | 2003 SP60           | 17 septembrie 2003 | Kitt Peak           | Spacewatch      |
| 163846 -      | 2003 SW63           | 17 septembrie 2003 | Campo Imperatore⁠(d) | CINEOS⁠(d)       |
| 163847 -      | 2003 SF64           | 18 septembrie 2003 | Campo Imperatore    | CINEOS          |
| 163848 -      | 2003 SW65           | 18 septembrie 2003 | Socorro             | LINEAR          |
| 163849 -      | 2003 SG69           | 17 septembrie 2003 | Kitt Peak           | Spacewatch      |
| 163850 -      | 2003 SM79           | 19 septembrie 2003 | Kitt Peak           | Spacewatch      |
| 163851 -      | 2003 SK80           | 19 septembrie 2003 | Kitt Peak           | Spacewatch      |
| 163852 -      | 2003 SV81           | 16 septembrie 2003 | Anderson Mesa       | LONEOS          |
| 163853 -      | 2003 SW82           | 18 septembrie 2003 | Kitt Peak           | Spacewatch      |
| 163854 -      | 2003 SX83           | 18 septembrie 2003 | Palomar             | NEAT            |
| 163855 -      | 2003 SU86           | 17 septembrie 2003 | Socorro             | LINEAR          |
| 163856 -      | 2003 SP90           | 18 septembrie 2003 | Socorro             | LINEAR          |
| 163857 -      | 2003 SF91           | 18 septembrie 2003 | Palomar             | NEAT            |
| 163858 -      | 2003 SU93           | 18 septembrie 2003 | Kitt Peak           | Spacewatch      |
| 163859 -      | 2003 SK95           | 19 septembrie 2003 | Palomar             | NEAT            |
| 163860 -      | 2003 SS95           | 19 septembrie 2003 | Palomar             | NEAT            |
| 163861 -      | 2003 SK97           | 19 septembrie 2003 | Socorro             | LINEAR          |
| 163862 -      | 2003 SX98           | 19 septembrie 2003 | Haleakala           | NEAT            |
| 163863 -      | 2003 SS101          | 20 septembrie 2003 | Palomar             | NEAT            |
| 163864 -      | 2003 SN102          | 20 septembrie 2003 | Socorro             | LINEAR          |
| 163865 -      | 2003 SB107          | 20 septembrie 2003 | Palomar             | NEAT            |
| 163866 -      | 2003 SE111          | 20 septembrie 2003 | Haleakala           | NEAT            |
| 163867 -      | 2003 SM132          | 19 septembrie 2003 | Kitt Peak           | Spacewatch      |
| 163868 -      | 2003 SF134          | 18 septembrie 2003 | Palomar             | NEAT            |
| 163869 -      | 2003 SK136          | 19 septembrie 2003 | Campo Imperatore⁠(d) | CINEOS⁠(d)       |
| 163870 -      | 2003 SG137          | 20 septembrie 2003 | Palomar             | NEAT            |
| 163871 -      | 2003 SE143          | 20 septembrie 2003 | Socorro             | LINEAR          |
| 163872 -      | 2003 SD146          | 20 septembrie 2003 | Haleakala           | NEAT            |
| 163873 -      | 2003 SN147          | 20 septembrie 2003 | Haleakala           | NEAT            |
| 163874 -      | 2003 SW147          | 21 septembrie 2003 | Haleakala           | NEAT            |
| 163875 -      | 2003 SE162          | 19 septembrie 2003 | Campo Imperatore⁠(d) | CINEOS⁠(d)       |
| 163876 -      | 2003 SM162          | 19 septembrie 2003 | Kitt Peak           | Spacewatch      |
| 163877 -      | 2003 SF163          | 19 septembrie 2003 | Kitt Peak           | Spacewatch      |
| 163878 -      | 2003 SH163          | 19 septembrie 2003 | Kitt Peak           | Spacewatch      |
| 163879 -      | 2003 SY168          | 23 septembrie 2003 | Haleakala           | NEAT            |
| 163880 -      | 2003 SK169          | 23 septembrie 2003 | Haleakala           | NEAT            |
| 163881 -      | 2003 SK170          | 23 septembrie 2003 | Haleakala           | NEAT            |
| 163882 -      | 2003 SE173          | 18 septembrie 2003 | Socorro             | LINEAR          |
| 163883 -      | 2003 ST177          | 18 septembrie 2003 | Črni Vrh            | Črni Vrh        |
| 163884 -      | 2003 SC179          | 19 septembrie 2003 | Socorro             | LINEAR          |
| 163885 -      | 2003 SN180          | 19 septembrie 2003 | Kitt Peak           | Spacewatch      |
| 163886 -      | 2003 SJ185          | 21 septembrie 2003 | Haleakala           | NEAT            |
| 163887 -      | 2003 SL189          | 22 septembrie 2003 | Kitt Peak           | Spacewatch      |
| 163888 -      | 2003 SK191          | 18 septembrie 2003 | Kitt Peak           | Spacewatch      |
| 163889 -      | 2003 SS196          | 20 septembrie 2003 | Palomar             | NEAT            |
| 163890 -      | 2003 SC199          | 21 septembrie 2003 | Anderson Mesa       | LONEOS          |
| 163891 -      | 2003 SJ199          | 21 septembrie 2003 | Anderson Mesa       | LONEOS          |
| 163892 -      | 2003 SQ199          | 21 septembrie 2003 | Anderson Mesa       | LONEOS          |
| 163893 -      | 2003 SX201          | 26 septembrie 2003 | Desert Eagle        | W. K. Y. Yeung  |
| 163894 -      | 2003 SM203          | 22 septembrie 2003 | Anderson Mesa       | LONEOS          |
| 163895 -      | 2003 SN205          | 24 septembrie 2003 | Haleakala           | NEAT            |
| 163896 -      | 2003 SQ206          | 25 septembrie 2003 | Haleakala           | NEAT            |
| 163897 -      | 2003 SP211          | 25 septembrie 2003 | Palomar             | NEAT            |
| 163898 -      | 2003 SN216          | 26 septembrie 2003 | Socorro             | LINEAR          |
| 163899 -      | 2003 SD220          | 29 septembrie 2003 | Anderson Mesa       | LONEOS          |
| 163900 -      | 2003 SD222          | 26 septembrie 2003 | Desert Eagle        | W. K. Y. Yeung  |